# Diploptera minor
Diploptera minor är en kackerlacksart som först beskrevs av Brunner von Wattenwyl 1865.  Diploptera minor ingår i släktet Diploptera och familjen jättekackerlackor.
Artens utbredningsområde är Filippinerna. Inga underarter finns listade i Catalogue of Life.